# ندیش
نِدیِش (به مجاری:  Négyes) یک منطقهٔ مسکونی در مجارستان است که در بورشود-آبااوی-زمپلن واقع شده‌است.